# Szumy semantyczne
Szum semantyczny – zakłócenie procesu komunikacji, polegające na niewłaściwym doborze formy wypowiedzi, utrudniającej jego właściwe zrozumienie. Szum ten to rodzaj przeszkody w przepływie wiadomości, wynikły z dysonansu znaczeniowego, który zazwyczaj jest spowodowany społecznymi lub kulturowymi różnicami między kodującym a dekodującym, np. żargonu.